# Appleby Castle

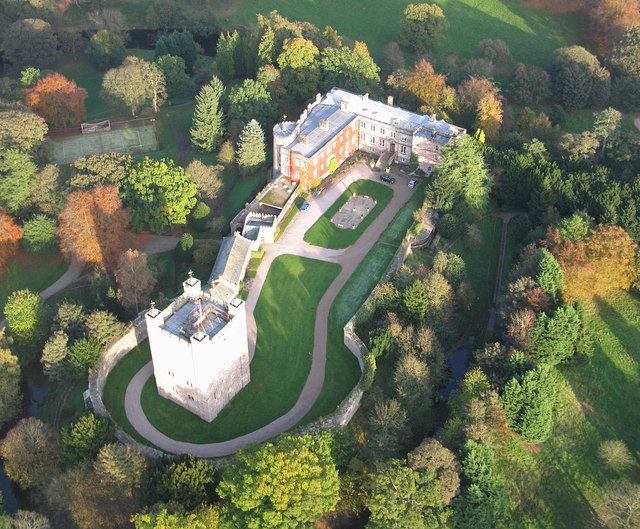
Luftbild von Appleby Castle

Appleby Castle liegt in der Stadt Appleby in der englischen Grafschaft Cumbria über dem Fluss Eden. Es besteht aus einem Burgdonjon aus dem 12. Jahrhundert, der als „Caesar’s Tower“ bekannt ist, und einem Herrenhaus. Diese Gebäude stehen zusammen mit ihren Nebengebäuden in einem Burghof, der von einer Ringmauer umgeben war. Caesar’s Tower und das Herrenhaus wurden von English Heritage beide als historische Gebäude I. Grades gelistet. Die unbewohnten Teile der Burg gelten als Scheduled Monument.

## Geschichte

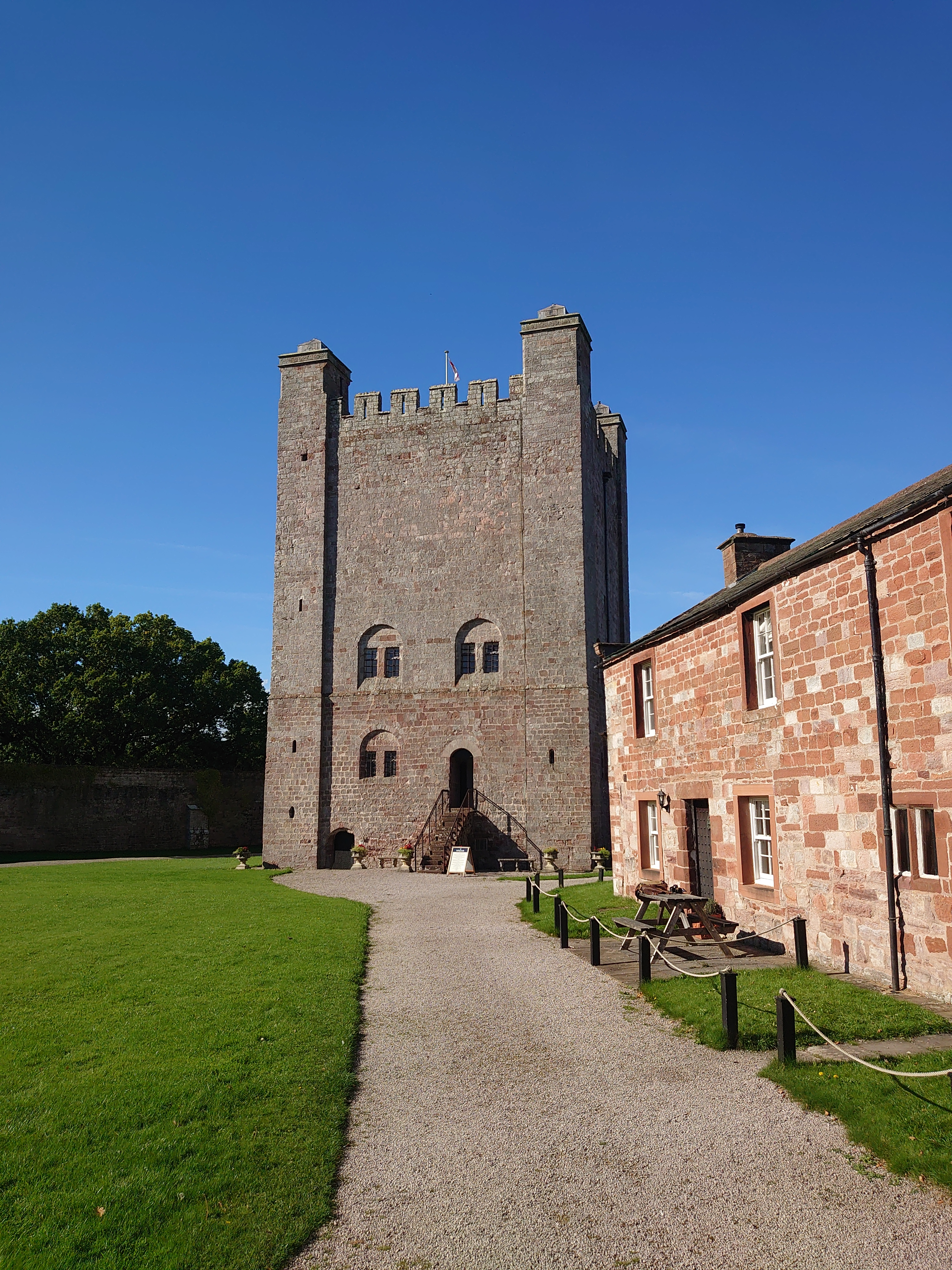
Caesar’s Tower

Die Burg wurde von Ranulph le Meschin, 1. Earl of Chester Anfang des 12. Jahrhunderts errichtet. Um 1170 wurde der quadratische Donjon, der heute Caesar’s Tower genannt wird, gebaut. Die Burg befand sich in königlich-englischer Hand, als der schottische König Wilhelm der Löwe 1174 in das Edental einfiel. Der Konstabler der Burg ergab sich kampflos.
Im Jahre 1203 wurde die Burg von König Johann an Robert de Vieuxpont gegeben. 1269 kam sie in den Besitz von Roger de Clifford und verblieb fast 400 Jahre im Eigentum der Familie, die die Burg restaurierte.
Die Nordmauer des Hauses und der westliche Teil des Nordflügels mit dem runden Turm stammen aus dem 13. Jahrhundert. Der östliche Teil des Hauses wurde 1454 errichtet.
Mitte des 17. Jahrhunderts zog Lady Anne Clifford, 14. Baroness de Clifford, in die Burg ein. Die Burg wurde nach einer Besetzung durch die Roundheadkräfte im zweiten englischen Bürgerkrieg 1648 teilweise geschleift. Aber Lady Clifford ließ sie 1651–1653 wieder aufbauen. Nach ihrem Tode fiel die Burg an die Earls of Thanet. Sie ließen den Saalbau in ein klassisches Herrenhaus umbauen. Der obere Teil von Caesar’s Tower wurde im 17. und 18. Jahrhundert verändert. 1686 wurde das Haus in großen Teilen neu gebaut und 1695 wurde ein Nordwestflügel angefügt. Im 19. Jahrhundert wurde es erneut renoviert und Schiebefenster wurden eingebaut.
1972 kaufte die Ferguson Industrial Holdings (FIH plc) die Burg, die dann der Hauptwohnsitz von Denis Vernon, den Vorstandsvorsitzenden der Firma, und seiner Familie wurde. Die Vernons lebten bis 1990 in Appleby Castle. Vernon, ein begeisterter Naturschutzbiologe, etablierte dort ein Heim für seltene Rassen. Der Zustand aller Gebäude wurde verbessert, nicht zuletzt der des Donjons aus dem 12. Jahrhundert. In dieser Zeit war Appleby Castle das Trainingszentrum der FIH plc. Die Dokumentations- und Filmdirektorin Susannah White behandelte 1998 Denis Vernon und Appleby Castle in der BBC-Dokumentation The Gypsies Are Coming (dt.: Die Zigeuner kommen) auf dem Appleby Horse Fair.
Appleby Castle ist heute ein Privathaus. Teile der Burg sind seit Oktober 2013 für die Öffentlichkeit zugänglich. Kleine private Touren können beim Appleby Tourist Information Centre gebucht werden.

## Donjon und Herrenhaus
Caesar’s Tower ist aus grauem Bruchstein und Werkstein errichtet. Er ist etwa 24 Meter hoch und besitzt vier Stockwerke. Das Hauptgebäude hat zwei Flügel im rechten Winkel zueinander. Ein halbrunder Turm überragt die Nordmauer des nördlichen Flügels und ein großer, quadratischer Turm befindet sich am südlichen Ende des Ostflügels.

## Weitere Gebäude

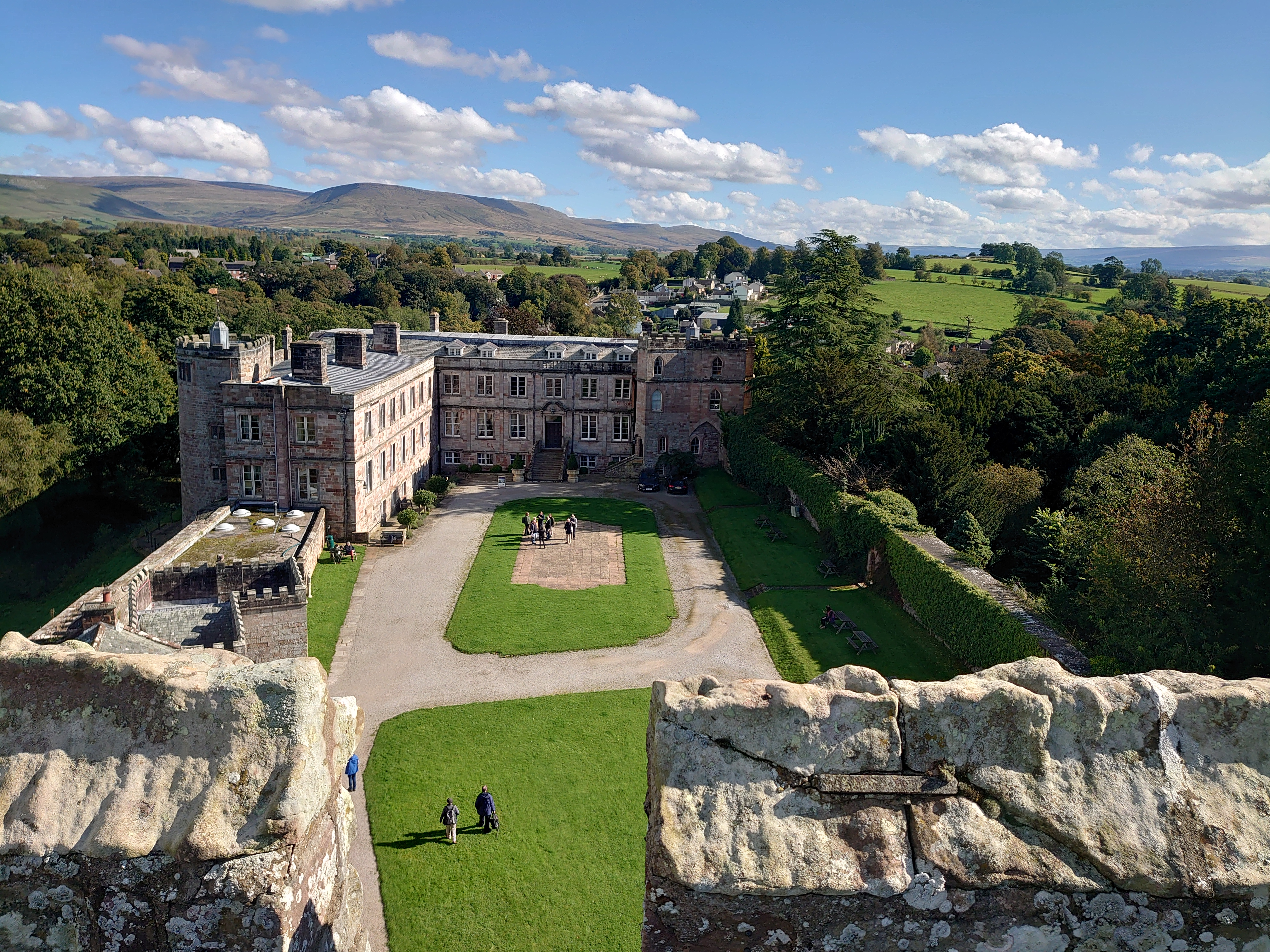
Ostteil des Appleby Castle 2024

Das Torhaus zum Burghof und zwei angrenzende Bauernhöfe sind von English Heritage als historische Gebäude I. Grades gelistet. Das Torhaus, vermutlich aus dem 17. Jahrhundert, ist in grauem Stein errichtet und mit einem Wehrgang versehen. Auf dem Anwesen befindet sich Lady Anne’s Beehouse, das Lady Anne Mitte des 17. Jahrhunderts errichten ließ. Es ist ein quadratischer Steinbau mit zwei Stockwerken, einem pyramidenförmigen Dach und einer Eingangstüre im unteren Stockwerk. Das obere Stockwerk hat auf drei Seiten je ein Bogenfenster und eine Tür auf der vierten Seite. Es ist auch als historisches Gebäude I. Grades gelistet. Zwei Abschnitte der Burgmauer aus Sandstein, hauptsächlich aus dem 18. Und 19. Jahrhundert, sind als historische Gebäude II. Grades gelistet, ebenso wie die mit Wehrgang versehene North Lodge aus dem 19. Jahrhundert. Auch das Anwesen um die Burg gilt als historisches Baudenkmal II. Grades.